# Exenterus
Exenterus ist eine Schlupfwespengattung in der Unterfamilie Tryphoninae. Das Taxon geht auf den Forstwissenschaftler Theodor Hartig im Jahr 1837 zurück. Der Gattungsname stammt aus dem Altgriechischen und bedeutet „ausgeweidet“. Typusart ist Tryphon marginatorius (Fabricius) Gravenhorst [=Ichneumon amictorius Panzer, 1801]. In Deutschland ist die Gattung mit fünf Arten vertreten (E. adspersus, E. amictorius, E. confusus, E. oriolus, E. tricolor).

## Taxonomie
Die Gattung Exenterus umfasst etwa 27 beschriebene Arten. Innerhalb der Tryphoninae wird die Gattung gewöhnlich der Tribus Exenterini zugewiesen.

## Merkmale
Im Folgenden eine Beschreibung der Gattung – im Wesentlichen nach Gupta (1993). Der Körper der Schlupfwespen der Gattung Exenterus ist meist kurz, korpulent und grob punktiert. Die Grundfärbung ist schwarz. Die Schlupfwespen weisen eine ausgeprägte Gelbmusterung auf. Der Kopf ist hinten mäßig geschwollen. Der Clypeus ist moderat konvex mit einem apikalen Rand, der breit gewölbt oder mittig gestutzt ist. Die Mandibelzähne sind annähernd gleich lang. Notauli fehlen. Die Subtegularleiste ist mäßig geschwollen ohne Längsschlitze im hinteren Bereich oder Lamellen. Das Propodeum ist konvex. Die Spitze der Hintertibien ist ventral gerundet mit einem apikalen Saum aus kleinen Härchen ohne eine glatte ebene Fläche an der Innenseite zwischen dem Ansatz der Tibialsporne und dem Tarsus. Die Sporne der Hintertibien sind reduziert. Die Tarsalklauen können kammförmig (pectinate) sein. Das Hinterleibstergit I ist breit, dorsal flach, mit basolateralen Flanschen oberhalb der Glymma (Grube an der Seite des ersten Tergits). Die dorsolaterale Carina (Kiel) verläuft knapp über den Stigmen. Der Hinterleib ist apikal breiter und gerundet. Die Tergite II–IV sind ziemlich grob punktiert. Das Tergit II tendiert dazu, runzelig-punktiert bis nadelig-punktiert zu sein. Der Legebohrer ist nach unten gebogen, kurz und kräftig, apikal leicht zusammengedrückt. Die subgenitale Platte der Weibchen ist groß, flach, konvex oder mittig gefaltet, mit einem konvexen Hinterrand. Die subgenitale Platte der Männchen ist flach und kürzer. 
Die Gestalt der Schlupfwespeneier ist sehr variabel. Es gibt Eier mit einem kleinen Stiel und einem knopfartigen Anker. Andere, spezialisiertere Eiformen weisen an jedem Ende des Eis einen Stiel auf, mit einem vergrößerten Anker, und einen Teil des Eis umschließend. Nach Pschorn-Walcher (1987) stellt die Modifikation des Ankers von einer einfachen Gestalt zu einer, welche das Ei weitgehend umschließt, eine evolutionäre Entwicklung dar.

## Lebensweise
Die Vertreter der Gattung Exenterus sind Ektoparasitoide von Buschhornblattwespen (Diprionidae). Die Eiablage am Wirt findet während dessen letzten Larvenstadiums oder anschließenden Präpuppenstadiums statt. Die Weibchen befestigen ein Ei mittels eines Ankers in der Kutikula der Wirtslarve. Die Schlupfwespenlarve schlüpft nach Vollendung des Wirtskokons und frisst die Wirts-Präpuppe (Wirts-Eonymphe) und verpuppt sich schließlich selbst im Wirtskokon.

## Systematik
Die Gattung Exenterus ist in der Holarktis und in der Orientalis verbreitet. Im Folgenden eine Liste von beschriebenen Arten, die der Gattung zugerechnet werden.
- Exenterus abruptorius (Thunberg, 1822) – Europa, Nearktis (eingeführt)
- Exenterus adspersus Hartig, 1838 – Europa
- Exenterus affinis Rohwer, 1920 – Nearktis
- Exenterus amictorius (Panzer, 1801) – Europa, Nearktis (eingeführt)
- Exenterus canadensis Provancher, 1883 – Nearktis
- Exenterus chinensis Gupta, 1993 – China
- Exenterus confusus Kerrich, 1952 – Europa, Nearktis (eingeführt)
- †Exenterus dormitans Cockerell, 1924 – Paläogen
- Exenterus durangensis Khalaim & Ruiz-Cancino, 2015 – Mexiko
- Exenterus hullensis Provancher, 1886 – Nearktis
- Exenterus ictericus (Gravenhorst, 1829) – Skandinavien
- Exenterus lophyri Viereck, 1911 – Nearktis
- Exenterus nagano Mason, 1962 – Japan
- Exenterus nigrifrons Rohwer, 1920 – Nearktis
- Exenterus orientalis Gupta, 1993 – Indien, Pakistan, Taiwan
- Exenterus oriolus Hartig, 1838 – Europa
- Exenterus phaeopyga Gupta, 1993 – Taiwan
- Exenterus pini Cushman, 1940 – Nearktis
- Exenterus platypes Cushman, 1943 – Nearktis
- Exenterus rutiabdominalis Gupta, 1993 – China
- Exenterus sehuerachicus Khalaim & Ruiz-Cancino, 2015 – Mexiko
- Exenterus similis Gupta, 1993 – China
- Exenterus simplex Thomson, 1883 – Schweden
- Exenterus tricolor Roman, 1913 – Europa, Nearktis (eingeführt)
- Exenterus tsugae Cushman, 1940 – Nearktis
- Exenterus vellicatus Cushman, 1940 – Nearktis
- Exenterus walleyi Cushman, 1940 – Nearktis